# Andreï Ournov
 (février 2024).
La mise en forme du texte ne suit pas les recommandations de Wikipédia : il faut le « wikifier ».
Les points d'amélioration suivants sont les cas les plus fréquents :
- Les titres sont pré-formatés par le logiciel. Ils ne sont ni en capitales, ni en gras.
- Le texte ne doit pas être écrit en capitales (les noms de famille non plus), ni en gras, ni en italique, ni en « petit »…
- Le gras n'est utilisé que pour surligner le titre de l'article dans l'introduction, une seule fois.
- L'italique est rarement utilisé : mots en langue étrangère, titres d'œuvres, noms de bateaux, etc.
- Les citations ne sont pas en italique mais en corps de texte normal. Elles sont entourées par des guillemets français : « et ».
- Les listes à puces sont à éviter, des paragraphes rédigés étant largement préférés. Les tableaux sont à réserver à la présentation de données structurées (résultats, etc.).
- Les appels de note de bas de page (petits chiffres en exposant, introduits par l'outil «  Source ») sont à placer entre la fin de phrase et le point final[comme ça].
- Les liens internes (vers d'autres articles de Wikipédia) sont à choisir avec parcimonie. Créez des liens vers des articles approfondissant le sujet. Les termes génériques sans rapport avec le sujet sont à éviter, ainsi que les répétitions de liens vers un même terme.
- Les liens externes sont à placer uniquement dans une section « Liens externes », à la fin de l'article. Ces liens sont à choisir avec parcimonie suivant les règles définies. Si un lien sert de source à l'article, son insertion dans le texte est à faire par les notes de bas de page.
- La présentation des références doit suivre les conventions bibliographiques. Il est recommandé d'utiliser les modèles {{Ouvrage}}, {{Chapitre}}, {{Article}}, {{Lien web}} et/ou {{Bibliographie}}. Le mode d'édition visuel peut mettre en forme automatiquement les références.
- Insérer une infobox (cadre d'informations à droite) n'est pas obligatoire pour parachever la mise en page.

Pour une aide détaillée, merci de consulter Aide:Wikification.
Si vous pensez que ces points ont été résolus, vous pouvez retirer ce bandeau et améliorer la mise en forme d'un autre article.
 (septembre 2024).
 (10 août 2025).
Le texte peut changer fréquemment, n’est peut-être pas à jour et peut manquer de recul. N’hésitez pas à participer, en veillant à citer vos sources.
Andreï Iourievitch Ournov, né le 10 novembre 1937 à Moscou et mort le 10 août 2025, est un diplomate et homme d'État soviétique puis russe. Il est docteur en sciences historiques. Il est le frère aîné de l'économiste et politologue soviétique et russe Mark Iourievitch Ournov.

## Biographie
La mère d'Andreï Ournov est une ancienne actrice du théâtre de l'Armée rouge. Après la naissance de son plus jeune fils, Mark, elle va travailler à l'école de théâtre Mikhaïl-Chtchepkine, où elle enseigne le discours sur scène. Son père, Iouri Markovitch Kouchnir, travaille sur des microscopes électroniques dans un institut fermé. Pendant la Seconde Guerre mondiale, il est travailleur politique au front, engagé dans la propagande parmi les troupes ennemies.
Son grand-père paternel, Mark Grigorievitch Kouchnir, est un ancien membre du Parti des cadets, spécialiste de la chirurgie purulente. Son grand-père maternel Vassili Efimovitch Ournov est professeur des écoles, issu d'un milieu paysan, ancien membre du Parti socialiste révolutionnaire, en mai-octobre 1917, il devient président du Conseil des députés soldats de Moscou.
En 1961, Ournov est diplômé de l'Institut d'État des relations internationales de Moscou du ministère des Affaires étrangères de l'URSS. Il est également chef adjoint du Département international du Comité central du PCUS .
Il travaille au sein du ministère des Affaires étrangères de l'URSS depuis 1990. Du 15 août 1990 au 5 juillet 1994, il est ambassadeur extraordinaire et plénipotentiaire de l'URSS/fédération de Russie en Namibie.
Du 13 septembre 1994 au 12 novembre 1998, il est ambassadeur extraordinaire et plénipotentiaire de la fédération de Russie en Arménie .
Depuis décembre 1998, il est directeur par intérim du Département des relations avec les sujets de la fédération de Russie, le Parlement et les organisations sociales et politiques du ministère russe des Affaires étrangères . De 1999 à 2000, il est officiellement titularisé à ce poste.
Il occupe le poste d'ambassadeur itinérant du ministère russe des Affaires étrangères et également chef du groupe de travail russe sur le statut de mer Caspienne.

## Famille
Andreï Ournov est marié, père de deux fils.

## Essais
- Юг Африки — новый этап освободительной борьбы // Международный ежегодник. Политика и экономика, М., 1977 (псевд. А. Рунов).
- Политика ЮАР в Африке, М., 1982;
- Белый дом и чёрный континент, М, 1984 (в соавт.);
- South Africa Against Africa (1966-1986). Progress Publishers, 1988;
- Африка и ООН на исходе первого десятилетия XXI века. М., 2011;
- Внешняя политика СССР в годы «холодной войны» и «нового мышления». М., 2014;
- США и Африка: политика администрации Б. Обамы (2009-2014). М., 2015.